# Enzyme X
Enzyme X ein niederländisches Hardcore-Techno-Label, das zu Enzyme Records gehört (das wiederum ein Sublabel von Cardiac Music BV ist).
Die Besonderheit bei Enzyme X ist, dass alle Musiker des Labels unter gleichem Namen Tonträger veröffentlichen. Der Name des wahren Interpreten bleibt zum Zeitpunkt der Veröffentlichung geheim, meistens wird er jedoch in CD-Booklets bekannt gegeben, sobald der Track auf einer Compilation erscheint, um das Copyright des wahren Interpreten zu wahren. Ziel dieses Konzepts ist laut Angaben des Labels, dass ein Interpret vorurteilsfrei einen Track veröffentlichen kann, der seinem sonstigen Stil eher nicht entspricht. Viele andere Produzenten dieses Genres nutzen einen ähnlichen Trick, um in verschiedenen Stilrichtungen des Technos zu veröffentlichen. Diese wechseln dann einfach ihren Künstlernamen für speziell solche Veröffentlichungen.
Ausgehend davon, dass Enzyme X wie ein normaler Interpret behandelt werden kann, ist es naturgemäß schwer, Enzyme X einer gewissen Stilrichtung zuzuordnen, da jedes der Enzyme X-Mitglieder einen eigenen Stil einbringt. Zusammenfassend kann allerdings gesagt werden, dass viele Veröffentlichungen dem Doomcore und Industrial Hardcore zuzurechnen sind.
Seit Beginn des Jahres 2005 kann Enzyme X auch als DJ für Veranstaltungen gebucht werden. Dem Veranstalter ist bis zuletzt nicht bekannt, welches der Enzyme-X-Mitglieder dann tatsächlich auf der Veranstaltung auftritt.

## Enzyme-X-Mitglieder
Bekannte Mitglieder von Enzyme X sind Nosferatu, Ophidian, Weapon X, Endymion und DJ Ruffneck.

## Veröffentlichungen
Charakteristisch für Enzyme X-Veröffentlichungen können folgende Tracks genannt werden:
- Enzyme X – The Dark
- Enzyme X – Fytoftora
- Enzyme X – Parasomnia
- Enzyme X – Dissonant Poetry
- Nosferatu – Rattlesnake